# Vlasta Styblíková
Vlasta Styblíková (25. února 1927 Praha – 30. března 2004) byla česká filmová střihačka věkově spjatá se silnou generací střihaček narozených v letech 1926 až 1928, kterými byly například Marie Hladká, Milada Sádková, Zdena Navrátilová a Marie Křížková.

## Život a dílo
Narodila se 25. února 1927 v Praze-Holešovicích. Její matka se vyučila švadlenou, ale po sňatku s jejím otcem, který byl zaměstnaný u Dopravních podniků, už byla jen ženou v domácnosti. Kromě Vlasty měli Styblíkovi ještě syna.
Po ukončení školní docházky na Masarykově škole v Holešovicích přešla na soukromou jazykovou školu, kde chtěla studovat jen angličtinu, ale kvůli tehdejší politické situaci musela studovat i německý jazyk. Vedle školy navštěvovala i Junák, dokud nebyl zrušen, celý život se ale považovala za skautku. Osudným se jí, dle vlastních vzpomínek, stalo, když doprovodila kamarádku na přijímací řízení na střední grafickou školu. Tam zjistila, že ji láká obor fotografie. Na zmíněnou školu nastoupila v roce 1943. O rok později byli někteří studenti této školy, včetně jí, posláni v rámci totálního nasazení do Němci nově zařizovaných ateliérů na Barrandově. Styblíková tam pracovala v laboratořích – stahovala, tedy stříhala negativy. Tak se seznámila s oborem, u kterého vydržela celý život. Na Barrandově se posléze seznámila s předními profesionály filmového oboru jako byli například režisér a scenárista Martin Frič nebo kameraman Jan Roth.
Po válce dostala nabídku přejít k Zpravodajskému filmu na Václavské náměstí, resp. do Vodičkovy ulice. Nabídku zpočátku odmítala, ale pak ji přijala s podmínkou, že spolu s ní zaměstnají i její přítelkyni z Barrandova Miluši Bláhovou. Jako asistentka střihu se dlouho věnovala jen střihu zvukového záznamu, který je v klasické filmové postprodukci oddělený od pásu s obrazem. Dlouho pracovala za nízký asistentský plat. Jejími kolegy tam byli například pozdější režisér Jiří Papoušek, režisér a herec František Sádek nebo Marta Kadeřábková. Jejich hlavním společným úkolem bylo naplnit krátkými reportážemi pásma pro kina Čas. Během nemoci své nadřízené (pravděpodobně Bláhové) na čas přebrala hlavní střih zvukových pásů. Osvědčila se, protože uměla dobře komunikovat s kolegy, a tak se dostala do oddělení expedice. Avšak z asistentské pozice a platové třídy se vymanila až o několik let později.
V roce 1948, tedy když ještě působila ve střižně na Václavském náměstí, uvažovala o emigraci do Spojených států amerických. Dokonce dala v práci výpověď a v srpnu do USA na nějakou dobu odjela, ale po krátkém čase se zase vrátila. Nedokázala opustit svou rodinu. Její nadřízený ji ovšem bez problémů vzal zpět.
Roku 1951 byla spolu se svými kolegy nuceně přemístěna do studií na Barrandov. Oficiální důvod zněl, že bylo potřeba nahradit "reakční síly", které se na Barrandově usazovaly. Styblíková nikdy nevstoupila do komunistické strany, nebyla na vysoké pozici a neodmítala stříhat záznamy stranických schůzí a další politické materiály. V roce 1968 se dokonce opatrně vyjádřila proti legitimitě Invaze, přesto nijak nebyla postihovaná.
Kvůli vytíženosti ostatních střihačů byla nucena se sama naučit stříhat i obraz, a tak se stala jedním z prvních střihačů u českého filmu, který ovládal schopnost střihu obrazového i zvukového materiálu. Když začínala stříhat na Barrandově, byl její obor rozdělen na oddělení Žurnály a Dokument. Ona spadala pod to druhé. Po nějaké době na Barrandově dostala vlastní střižnu, to znamenalo, že vykonávala práci hlavní střihačky, ale byla vedená pořád jako asistentka, což se promítalo hlavně na výši platu. To se změnilo v roce 1958. Tehdejší ředitel Barrandova (zřejmě Eduard Hofman) ji vyzval, aby si zašla na nově otevřené večerní kurzy pro filmové profesionály pořádané Filmovou fakultou Akademie múzických umění. Styblíková nakonec po váhání přijala a byla v ročníku jednou ze tří zaměstnanců Barrandova, kteří rychlostudium úspěšně zakončili. Po dokončení FAMU byla jmenována do funkce hlavního střihače. V průběhu kariéry se na čas vrátila do pro ni známých prostor ve Vodičkově ulici, avšak nadále byla zaměstnaná na Barrandově. Na Barrandově mimo jiné spolupracovala například s oceňovaným režisérem Jaromilem Jirešem, dále s Olgou Sommerovou, také s Jiřím Papouškem, se kterým se znala z dřívějšího angažmá, s Jaroslavem Šiklem, Evaldem Schormem (s ním tajně spolupracovala na Zmatku pojednávajícím o Vpádu vojsk Varšavské úmluvy), Petrem Schulhoffem, Václavem Táborským, Květou Lehovcovou, příležitostně i s Radúzem Činčerou, Brunem Šefrankou, Emanuelem Kaněrou, Pavlem Hoblem, Miro Bernatem a s Janem Špátou, se kterým spolu s produkční Marií Charouzdovou a zvukařem Zbyňkem Maderem tvořili v šedesátých letech dlouhodobější čtyřčlenný tým.
3. května 1988 jí byl v Praze udělen ústředním ředitelem Československého filmu a českým výborem Odborového svazu pracovníků umění, kultury a společenských organizací Čestný diplom ústředního ředitele Československého filmu.

## Filmografie

### Střih (výběr)
- Buďme připraveni (1955)
- Až k oblakům (1955)

- Umění kovolitců (1956)

- Korunka ke korunce (1956)
- O lidech a tramvajích (1958)
- Skutečnost Noci svatojánské (1959)
- Václavské náměstí (1961)
- Vůně benzínu (1963)
- Návraty (1964)
- Zrcadlení (1965)
- O malém světě (1967)
- Země sv. Patrika (1967)
- Don Juan 68 (1968)
- Zmatek (1969)
- Jak se státi gentlemanem (1971)
- Kasař (1973)
- Nový byt (1976)
- Dvě jubilea Jana Zrzavého (1976)
- Variace na téma Gustava Mahlera (1980)
- Pražský hrad (1981)
- S tebou, táto (1981)
- Atletické variace (1982)
- Havran v panelovém domě (1983)
- Carpe Diem (1988)[2][3]